# Château de Boitzenburg
Le château de Boitzenburg (Schloss Boitzenburg) est un château historique brandebourgeois situé à Boitzenburg, localité faisant partie de l'arrondissement d'Uckermark dans la commune du Pays de Boitzenburg (Boitzenburger Land), à 110km au nord de Berlin.

## Histoire
Ce château, sans doute construit vers 1250, est mentionné pour la première fois en 1276. Le margrave Guillaume de Meissen conquiert le château qui faisait partie des possessions du Mecklembourg en 1398. Il devient fief de la famille von Arnim au début du XVIe siècle. Il est en partie détruit pendant la Guerre de Trente Ans et reconstruit en 1740. Il est réaménagé en style néogothique entre 1838 et 1842 par Friedrich August Stüler pour le comte Adolf Heinrich von Arnim-Boitzenburg et agrandi en 1881-1884 avec des ajouts néorenaissance, par le comte Adolf von Arnim-Boitzenburg.
Le château de Boitzenburg se trouve sur une île, sur laquelle Peter Joseph Lenné dessine un parc à l'anglaise en 1840. Le tournage de Napoleon ist an allem schuld, de Curt Goetz, avec lui et Valérie von Martens y a eu lieu en 1938.

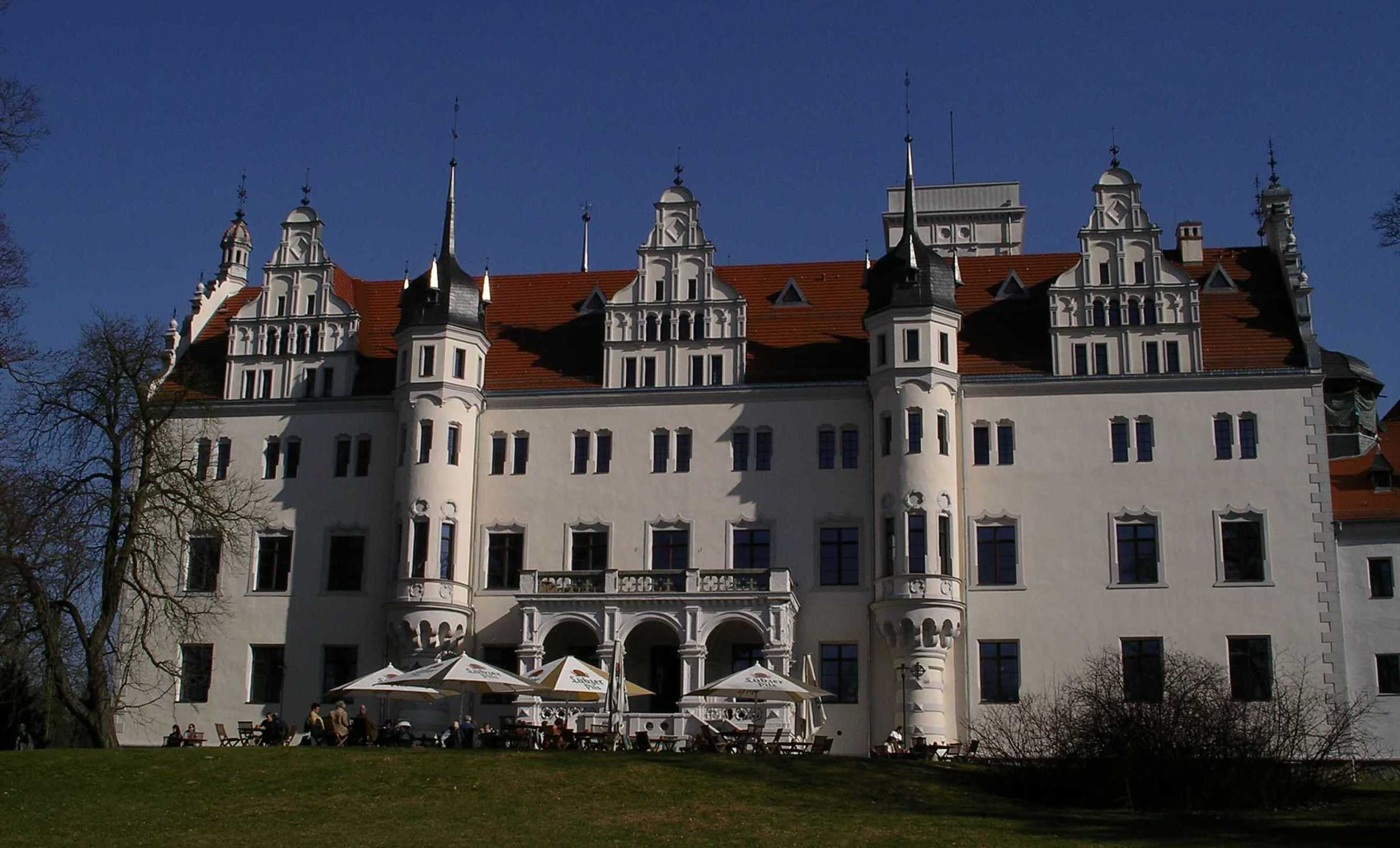
Vue de côté avec le parc

Le château devient une maison de repos pour officiers de la Nationale Volksarmee à l'époque de la république démocratique allemande. Il est vendu pour un mark symbolique après la réunification à un investisseur privé, qui, avec l'aide de la banque d'investissement du Land de Brandebourg, en fait un hôtel de jeunesse.

## Source
- (de) Cet article est partiellement ou en totalité issu de l’article de Wikipédia en allemand intitulé « Schloss Boitzenburg » (voir la liste des auteurs).